# Serrières-sur-Ain
Pour les articles homonymes, voir Serrières.
Serrières-sur-Ain est une commune française, située dans le département de l'Ain en région Auvergne-Rhône-Alpes. Elle se situe à 26 kilomètres de Bourg-en-Bresse et 18 kilomètres de Nantua.
Ses habitants n'ont pas d'appellation particulière.

## Géographie

### Localisation
Serrières-sur-Ain se situe au centre du département de l'Ain dans le Haut Bugey, dans le massif du Jura. La commune marque la limite sud-ouest du canton d'Izernore. Son territoire est vallonné par les Monts Berthiand. En effet, la dénivellation est importante puisque l'altitude mesurée au bord de l'Ain est de 233 mètres, et celle au lieudit « Sur les Roches » est de 571 mètres. C'est un territoire très accidenté. Il est délimité par les communes de Bolozon, Leyssard, Challes, Poncin et Hautecourt-Romanèche.
La commune comprend trois hameaux : Merpuis au sud, Sonthonnax-le-Vignoble au nord-est sur le flanc du Berthiand, et Malaval au centre-est.

### Climat
Pour des articles plus généraux, voir Climat d'Auvergne-Rhône-Alpes et Climat de l'Ain.
En 2010, le climat de la commune est de type climat des marges montargnardes, selon une étude du CNRS s'appuyant sur une série de données couvrant la période 1971-2000. En 2020, Météo-France publie une typologie des climats de la France métropolitaine dans laquelle la commune est dans une zone de transition entre le climat semi-continental et le climat de montagne et est dans la région climatique Jura, caractérisée par une forte pluviométrie en toutes saisons (1 000 à 1 500 mm/an), des hivers rigoureux et un ensoleillement médiocre.
Pour la période 1971-2000, la température annuelle moyenne est de 11 °C, avec une amplitude thermique annuelle de 17,7 °C. Le cumul annuel moyen de précipitations est de 1 361 mm, avec 12,4 jours de précipitations en janvier et 8,3 jours en juillet. Pour la période 1991-2020, la température moyenne annuelle observée sur la station météorologique de Météo-France la plus proche, « Ceyzériat_sapc », sur la commune de Ceyzériat à 10 km à vol d'oiseau, est de 11,7 °C et le cumul annuel moyen de précipitations est de 1 032,6 mm,. Pour l'avenir, les paramètres climatiques de la commune estimés pour 2050 selon différents scénarios d'émission de gaz à effet de serre sont consultables sur un site dédié publié par Météo-France en novembre 2022.

### Hydrographie
La rivière d'Ain borde la commune sur une distance de 8 kilomètres, mais il existe d'autres petits ruisseaux, le premier, le bief de Serrières appelé Fontaine Noire, et le second le bief de Sonthonnax ou Renom de Cuina se jettent dans l'Ain.
Les caractéristiques du territoire ont provoqué la création de quelques cascades dans la commune. Celle de Sous-Français est haute de 30 mètres, or le débit du Renon de Cuina qui la franchit étant irrégulier, elle n'est parfois pas visible. En période de forte crue, elle est par contre importante. Une seconde cascade est celle du Petit-Gland. Elle se situe à la limite avec la commune de Leyssard. Elle est composées de trois sauts successifs dont chacun mesure une dizaine de mètres. Le bief de Leyssard la franchie lors des crues.
Un plan d'eau s'est constituée lors de la création du barrage d'Allement en 1959. Sa longueur est de 4 kilomètres pour des profondeurs variant de 10 à 15 mètres. Ce site a été développé pour la pratique de certains loisirs, tels les sports nautiques ou la baignade.

### Voies de communication et transports
Serrières-sur-Ain est située le long de la route départementale 979 qui relie Bourg-en-Bresse à Montréal-la-Cluse en traversant la rivière d'Ain par l'ouest et en passant par le col de Berthiand par l'est. Le pont de Serrières-sur-Ain permet de traverser la rivière pour l'autre rive. Il est composé d'une arche unique. Enfin la route départementale 91 longe toute la rivière car elle est située sur la rive gauche. Cette route relie Poncin à Thoirette.
Il existe également une voie communale qui permet de relié le hameau Merpuis à Challes-la-Montagne, celle-ci est classée comme route touristique.

## Urbanisme

### Typologie
Au 1er janvier 2024, Serrières-sur-Ain est catégorisée commune rurale à habitat très dispersé, selon la nouvelle grille communale de densité à 7 niveaux définie par l'Insee en 2022.
Elle est située hors unité urbaine et hors attraction des villes,.

### Occupation des sols
L'occupation des sols de la commune, telle qu'elle ressort de la base de données européenne d’occupation biophysique des sols Corine Land Cover (CLC), est marquée par l'importance des forêts et milieux semi-naturels (60,8 % en 2018), une proportion identique à celle de 1990 (60,8 %). La répartition détaillée en 2018 est la suivante : 
forêts (57,6 %), prairies (24 %), eaux continentales (12 %), zones urbanisées (3,2 %), milieux à végétation arbustive et/ou herbacée (3,2 %).
L'évolution de l’occupation des sols de la commune et de ses infrastructures peut être observée sur les différentes représentations cartographiques du territoire : la carte de Cassini (XVIIIe siècle), la carte d'état-major (1820-1866) et les cartes ou photos aériennes de l'IGN pour la période actuelle (1950 à aujourd'hui).

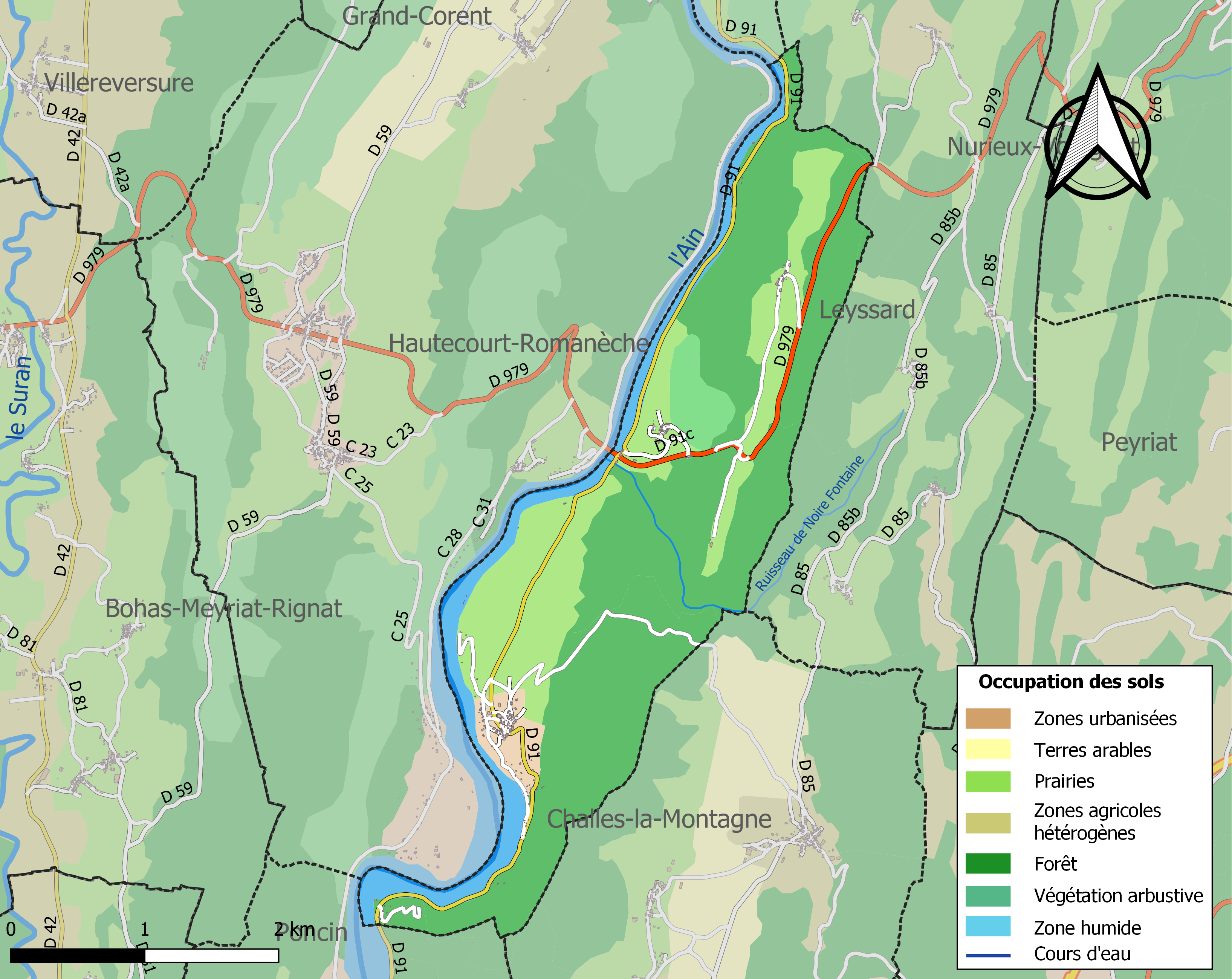
Carte des infrastructures et de l'occupation des sols de la commune en 2018 (CLC).

#### Morphologie urbaine
| - OpenStreetMap Limite communale. |

Le territoire communal est une étroite bande allongée sur environ 8 kilomètres, l'ouest est délimité par la rivière d'Ain avec Hautecourt-Romanèche de l'autre côté. La pointe nord touche la commune de Bolozon, on trouve sur les flancs du Berthiand à l'ouest, les communes de Leyssard et Challes-la-Montagne, puis au sud, Poncin.

#### Logement
Le nombre total de logements dans la commune est de 155. Parmi ces logements, 25,8 % sont des résidences principales, 70,3 % sont des résidences secondaires et 3,9 % sont des logements vacants. Ces logements sont pour une part de 97,5 % des maisons individuelles, aucun appartement et enfin seulement 2,5 % sont des logements d'un autre type. La part d'habitants propriétaires de leur logement est de 80 %. Ce qui est supérieur à la moyenne nationale qui se monte à près de 55,3 %. En conséquence, la part de locataires est de 17,5 % sur l'ensemble des logements qui est inversement inférieur à la moyenne nationale qui est de 39,8 %. On peut noter également que 2,5 % des habitants de la commune sont des personnes logées gratuitement alors qu'au niveau de l'ensemble de la France le pourcentage est de 4,9 %. Toujours sur l'ensemble des logements de la commune, aucun ne sont des studios, 5 % sont des logements de deux pièces, 30 % en ont trois, 32,5 % des logements disposent de quatre pièces, et 32,5 % des logements ont cinq pièces ou plus.

## Toponyme
Le nom est mentionné anciennement sous les formes Ecclesia de Serreres au XIIIe siècle, puis Serreres et Serrieres au cours des deux siècles suivants et Parrochia Serreriarum au XVIe siècle.
Le toponyme dérive des noms locaux serraz, serre qui désigne, selon André Pégorier, une « colline allongée », avec le suffixe collectif -ière.

## Histoire

### Faits historiques
Le territoire sur lequel est aujourd'hui définit la commune semble habité depuis la préhistoire. En effet, des fouilles ont montré des abris préhistoriques dans certaines grottes. Des tessons de poterie et du charbon ont été découverts dans la grotte au nord de Serrière dite « Sous la Pierre ». La grotte de la Fée est aujourd'hui enfouie à cause de la création du barrage d'Allement, mais des fouilles archéologiques y ont été pratiquées.
La paroisse était placée sous la vocable de Saint Maurice. En 1198, l'archevêque de Lyon, Raynaud de Forest émet la sentence du placement de la paroisse à la collation du prieur de Nantua. Après le XVIe siècle, elle devient succursale de la paroisse de Leyssard.
En 1420, Amédée VIII de Savoie inféode Serrières à François de Mornay. Il délivre également une autorisation d'y faire construire une maison forte. Cette seigneurie fut ensuite transmise à la famille d'Oyonnax. Antoinette d'Oyonnax, la dernière héritière, la transmet par mariage à Claude Chabod. Or, en 1565 leur seul fils Philippe de Chabod étant décédé et sans enfant, la terre fut léguée à Louis de Seyturier, qui était le frère de Claudine, la veuve de Philippe de Chabod. La descendance de Louis conserva la terre.
La Révolution fut fatale à la maison forte qui fut démoli. Aujourd'hui on peut toujours observer les murs de la base.
Toujours au Moyen Âge, se dressait le château de Belvoir ou Beauvoir (De Bellovisu.), centre de la seigneurie de Beauvoir.
C'est le 28 octobre 1828 que Serrières-sur-Ain devient indépendante. Elle se sépare de la commune de Leyssard et inclut dans sa commune les hameaux de Merpuis, Sonthonnax-le-Vignoble et Malaval.

## Politique et administration

### Résultats politiques
- Résultats électoraux en ligne sur le site du Ministère de l'Intérieur

Élections présidentielles, résultats des deuxièmes tours
- élection présidentielle de 2007[19] : 60,54 % pour M. Nicolas Sarkozy (UMP), 39,46 % pour Mme Ségolène Royal (PS), 85,67 % de participation.
- élection présidentielle de 2002[20] : 67,14 % pour M. Jacques Chirac (UMP), 32,86 % pour M. Jean-Marie Le Pen (FN), 71,43 % de participation.

Élections législatives, résultats des deuxièmes tours
- élections législatives de 2007[21] : 54,55 % pour M. Charles de La Verpillière (UMP) (Élu au premier tour), 56,30 % de participation.
- élections législatives de 2002[22] : 65,15 % pour M. Lucien Guichon (UMP), 34,85 % pour Mme Éliane Drut-Gorju (PS), 73,47 % de participation.

Élections européennes, résultats des deux meilleurs scores
- élections européennes de 2004[23] : 29,27 % pour M. Jean-Marie Le Pen (FN), 29,27 % pour M. Michel Rocard (PS), 49,44 % de participation.

Élections régionales, résultats des deux meilleurs scores
- élections régionales de 2004[24] : 43,41 % pour M. Jean-Jack Queyranne (LGA), 39,28 % pour Mme Anne-Marie Comparini (LDR), 62,91 % de participation.

Élections cantonales, résultats des deuxièmes tours
- élections cantonales de 2008[25] : 39,13 % pour M. Mario Borroni (DVG), 34,78 % pour Mme Laurence Jeanneret-Nguyen (DVD), 58,20 % de participation.
- élections cantonales de 2001[26],[27] : 51,19 % pour Mme Laurence Jeanneret-Nguyen (DL), 48,81 % pour M. Michel Genoux (DVD), 60,42 % de participation.

Élections municipales, résultats des deuxièmes tours
- élections municipales de 2008[28] : M. Jean-Michel Boulmé est élu pour un premier mandat de maire, résultats complets sur le site du ministère de l'Intérieur, 89,47 % de participation.
- élections municipales de 2001[29] : M. Paul Guillemaud est élu pour un nouveau mandat de maire.

Référendums
- Référendum de 2005 relatif au traité établissant une Constitution pour l'Europe[30] : 67,53 % pour le « Non », 32,47 % pour le « Oui », 75,49 % de participation.

### Administration municipale
| Période  | Période  | Identité           | Étiquette | Qualité                      |
| -------- | -------- | ------------------ | --------- | ---------------------------- |
| 1983     | 2004     | Paul Guillemaud    |           | Démissionne en décembre 2004 |
| 2005     | 2008     | Raymond Richonnier |           |                              |
| 2008     | mai 2020 | Christian Bardet   |           | Agent d'affaires             |
| mai 2020 | En cours | Jean-Michel Boulmé | PT        | Ancien cadre                 |

## Population et société

### Démographie

#### Évolution démographique
L'évolution du nombre d'habitants est connue à travers les recensements de la population effectués dans la commune depuis 1831. Pour les communes de moins de 10 000 habitants, une enquête de recensement portant sur toute la population est réalisée tous les cinq ans, les populations de référence des années intermédiaires étant quant à elles estimées par interpolation ou extrapolation. Pour la commune, le premier recensement exhaustif entrant dans le cadre du nouveau dispositif a été réalisé en 2007.
En 2022, la commune comptait 135 habitants, en évolution de +3,05 % par rapport à 2016 (Ain : +5,15 %, France hors Mayotte : +2,11 %).
| 1831 | 1836 | 1841 | 1846 | 1851 | 1856 | 1861 | 1866 | 1872 |
| ---- | ---- | ---- | ---- | ---- | ---- | ---- | ---- | ---- |
| 447  | 376  | 434  | 454  | 456  | 428  | 371  | 345  | 323  |

| 1876 | 1881 | 1886 | 1891 | 1896 | 1901 | 1906 | 1911 | 1921 |
| ---- | ---- | ---- | ---- | ---- | ---- | ---- | ---- | ---- |
| 314  | 314  | 319  | 285  | 283  | 269  | 252  | 234  | 194  |

| 1926 | 1931 | 1936 | 1946 | 1954 | 1962 | 1968 | 1975 | 1982 |
| ---- | ---- | ---- | ---- | ---- | ---- | ---- | ---- | ---- |
| 182  | 165  | 172  | 130  | 122  | 91   | 81   | 63   | 64   |

| 1990 | 1999 | 2006 | 2007 | 2012 | 2017 | 2022 | - | - |
| ---- | ---- | ---- | ---- | ---- | ---- | ---- | - | - |
| 71   | 79   | 111  | 115  | 125  | 134  | 135  | - | - |

#### Pyramide des âges
En 2021, le taux de personnes d'un âge inférieur à 30 ans s'élève à 20,0 %, soit en dessous de la moyenne départementale (35,3 %). À l'inverse, le taux de personnes d'âge supérieur à 60 ans est de 46,7 % la même année, alors qu'il est de 24,3 % au niveau départemental.
En 2021, la commune comptait 76 hommes pour 58 femmes, soit un taux de 56,72 % d'hommes, largement supérieur au taux départemental (49,35 %).
Les pyramides des âges de la commune et du département s'établissent comme suit :
| Hommes | Classe d’âge | Femmes |
| ------ | ------------ | ------ |
| 1,3    | 90 ou +      | 0,0    |
| 11,7   | 75-89 ans    | 8,6    |
| 36,4   | 60-74 ans    | 34,5   |
| 15,6   | 45-59 ans    | 19,0   |
| 15,6   | 30-44 ans    | 17,2   |
| 7,8    | 15-29 ans    | 10,3   |
| 11,7   | 0-14 ans     | 10,3   |

| Hommes | Classe d’âge | Femmes |
| ------ | ------------ | ------ |
| 0,6    | 90 ou +      | 1,6    |
| 6,3    | 75-89 ans    | 8,1    |
| 15,5   | 60-74 ans    | 16,2   |
| 21     | 45-59 ans    | 20,4   |
| 19,8   | 30-44 ans    | 19,8   |
| 16,4   | 15-29 ans    | 15     |
| 20,4   | 0-14 ans     | 18,9   |

### Enseignement

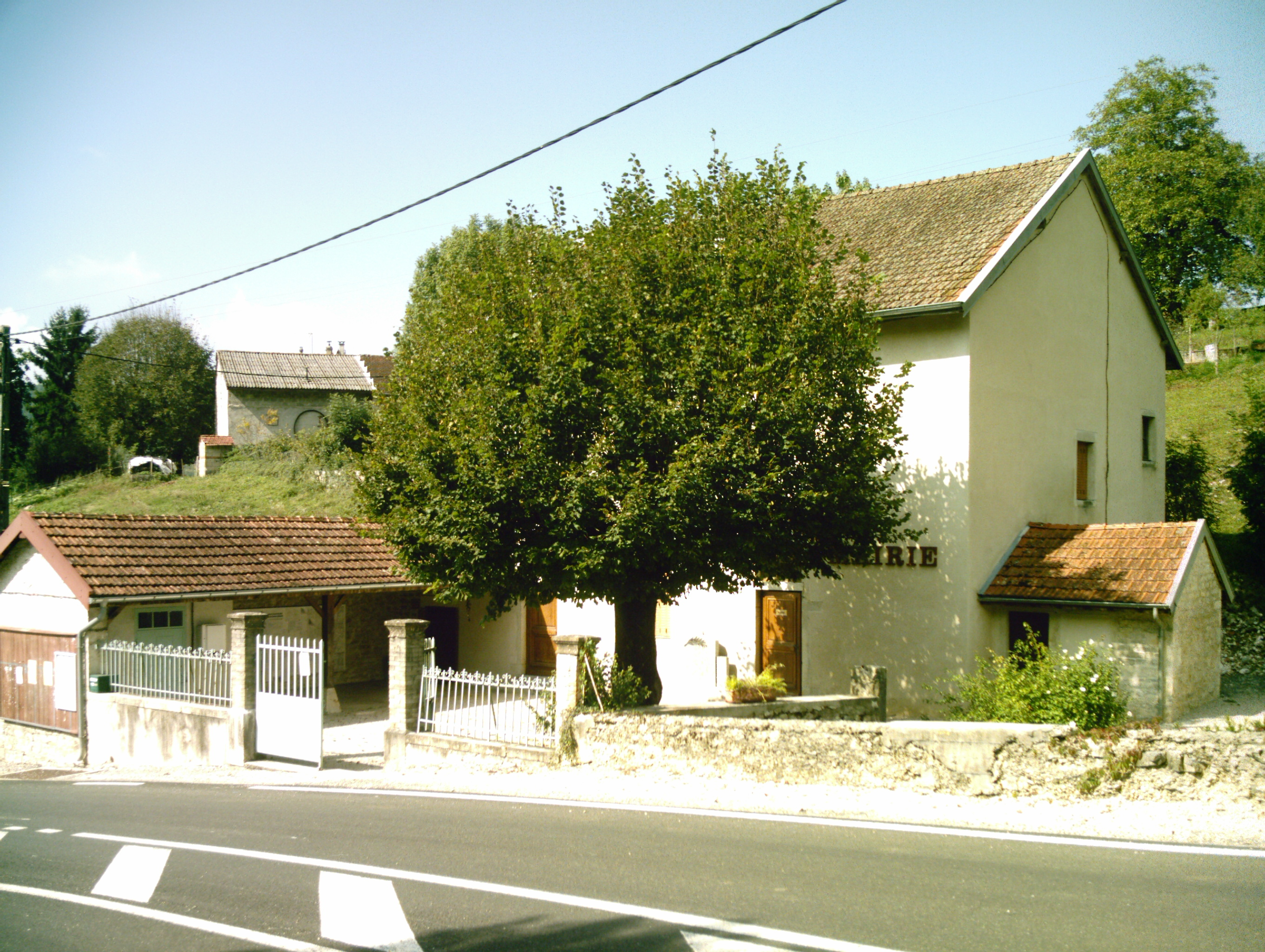
La mairie (anciennement école)

L'école était auparavant située dans la mairie. Il y avait une cour bordée par un muret et un préau. Mais le faible effectif des enfants dans la commune a provoqué la fermeture de la classe en 1960. En 1985, cette salle a été réaménagée en salle polyvalente.
Le collège le plus proche de Serrières-sur-Ain est le collège "Roger Vaillant" de Poncin. Serrières-sur-Ain est incluse dans le secteur de ce collège. Le département de l'Ain met à disposition un transport scolaire gratuit le matin et le soir.
Il en est de même pour le transport jusqu'au lycée. Le lycée le plus proche de Serrières-sur-Ain étant le lycée "Xavier Bichat" de Nantua.

### Manifestations culturelles et festivités
La fête communale a lieu le 22 septembre.

### Santé
Les pharmacies les plus proches sont celles de Villereversure à 6,2 kilomètres et de Saint-Martin-du-Frêne à 7,9 kilomètres. Il en est de même pour les services d'infirmière et pour les médecins dont un se trouve également à Maillat.

### Sports et associations
Quelques associations sont présentes dans la commune. Il y a le comité d'animation, une association dénommée « les amis de la rivière d'Ain », mais également les sociétés de chasse et de pêche.

### Médias
Le journal le Progrès propose une édition locale aux communes du Haut-Bugey. Il parait du lundi au dimanche et traite des faits divers, des évènements sportifs et culturels au niveau local, national, et international. La chaîne France 3 Rhône Alpes Auvergne est disponible dans la région.

## Économie

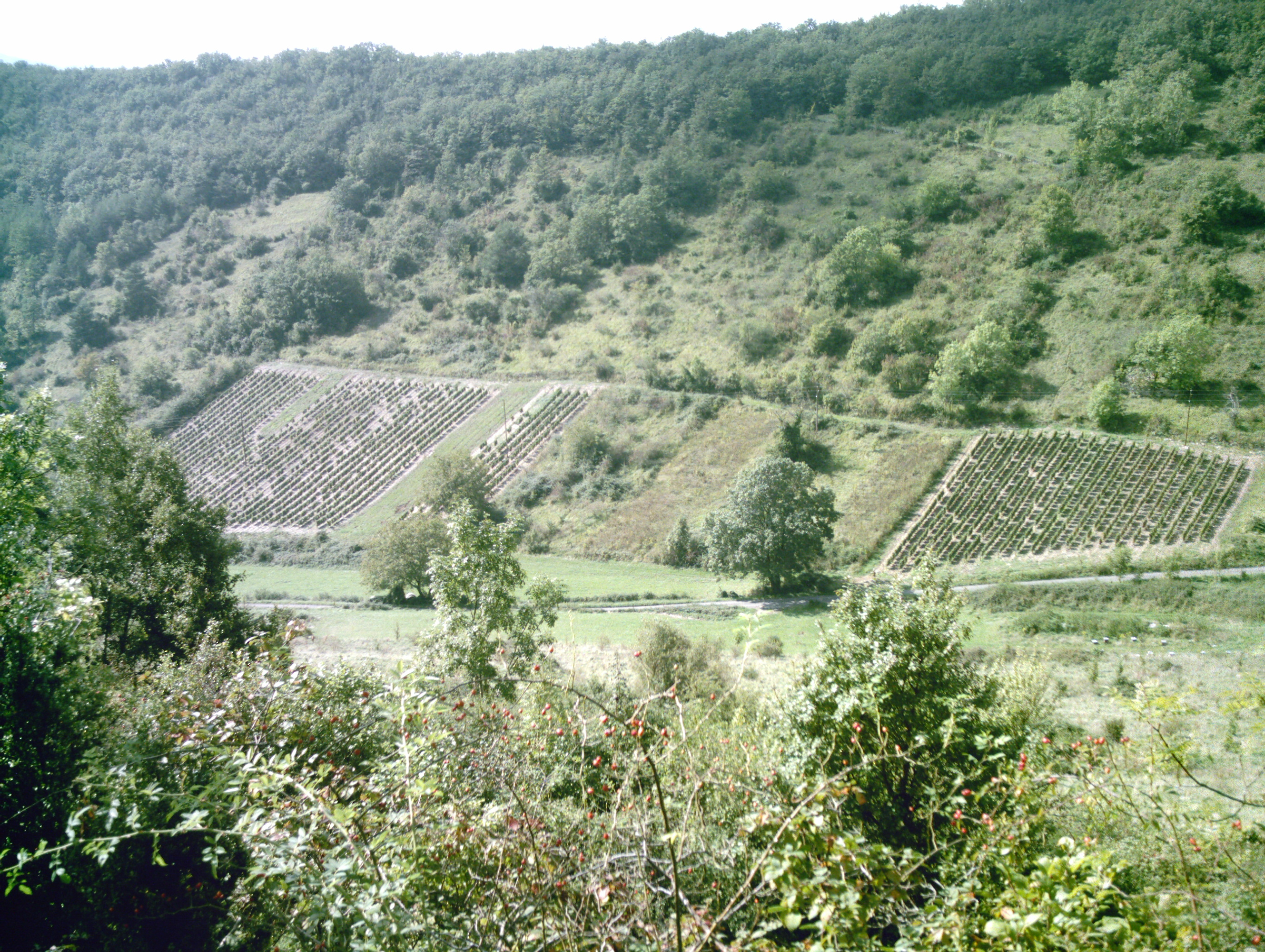
Le vignoble

L'économie de la commune relève surtout de l'agriculture. Les spécialités sont l'élevage, la production laitière et les céréales. Il ne restait en 1998 qu'une seule exploitation agricole, les autres terres cultivables étant louées à des exploitations des villages voisins.
Le relief du hameau Sonthonnax-le-Vignoble étant tellement accidenté qu'il se réduit pratiquement à du pâturage. Or comme son nom l'indique, et ceci jusqu'en 1900, des vignes y existaient. Il n'en reste aujourd'hui que quelques parcelles.
Il existait une fruitière qui est aujourd'hui transférée à Poncin. Un restaurant et une auberge constituent les autres activités économiques de cette petite commune.
Des bateaux touristiques circulent sur l'Ain l'été.

### Revenus de la population et fiscalité
Selon l'enquête de l'INSEE en 1999, les revenus moyens par ménage sont de l'ordre de 14 800 euros par an, légèrement inférieurs à la moyenne nationale est de 15 027 euros par an. Aucun foyer n'est soumis à l'impôt de solidarité sur la fortune.

### Emploi
En 1999, la population de Serrières-sur-Ain se répartissait à 45,6 % d'actifs, ce qui équivaut au 45,2 % d'actifs de la moyenne nationale, 40,5 % de retraités, un chiffre plus de deux fois supérieur au 18,2 % national. On dénombrait également 17,7 % de jeunes scolarisés et 3,8 % d'autres personnes sans activité.
Le taux d'activité de la population des 20 à 59 ans de Serrières-sur-Ain était de 88 %, avec un taux de chômage de 8,3 %, en 1999 donc inférieur à la moyenne nationale de 12,9 % de chômeurs.
Répartition des emplois par domaine d'activité
|                             | Agriculteurs | Artisans, commerçants, chefs d'entreprise | Cadres, professions intellectuelles | Professions intermédiaires | Employés | Ouvriers |
| --------------------------- | ------------ | ----------------------------------------- | ----------------------------------- | -------------------------- | -------- | -------- |
| Serrières-sur-Ain           | 0 %          | 25 %                                      | 12,5 %                              | 25 %                       | 12,5 %   | 25 %     |
| Moyenne nationale           | 2,4 %        | 6,4 %                                     | 12,1 %                              | 22,1 %                     | 29,9 %   | 27,1 %   |
| Sources des données : INSEE |              |                                           |                                     |                            |          |          |

### Commerce
- La Guinguette des Gorges de l'Ain a été créée en 2008 avec le soutien du Syndicat Mixte pour l'Aménagement et l'Equipement de l'île Chambod composé des élus locaux afin de dynamiser la vie locale et l'offre touristique. Située sur la commune de Serrières-sur-Ain, au lieu-dit "Le betet", cette brasserie propose en toute simplicité une carte à découvrir en famille ou entre amis.

## Culture et patrimoine

### Monuments et lieux touristiques

#### Monuments laïques
- Le pont de Serrières-sur-Ain traversant la rivière d'Ain a été mis en service en 1959[44]. Il permet à la route départementale 979 de rallier Bourg-en-Bresse à Montréal-la-Cluse. Il a été construit à la place d'un pont suspendu qui existait auparavant. C'est un pont constitué d'un seul arc d'une portée de 124 mètres. Sa longueur est de 225 mètres, il est situé à 45 mètres au-dessus de la rivière.

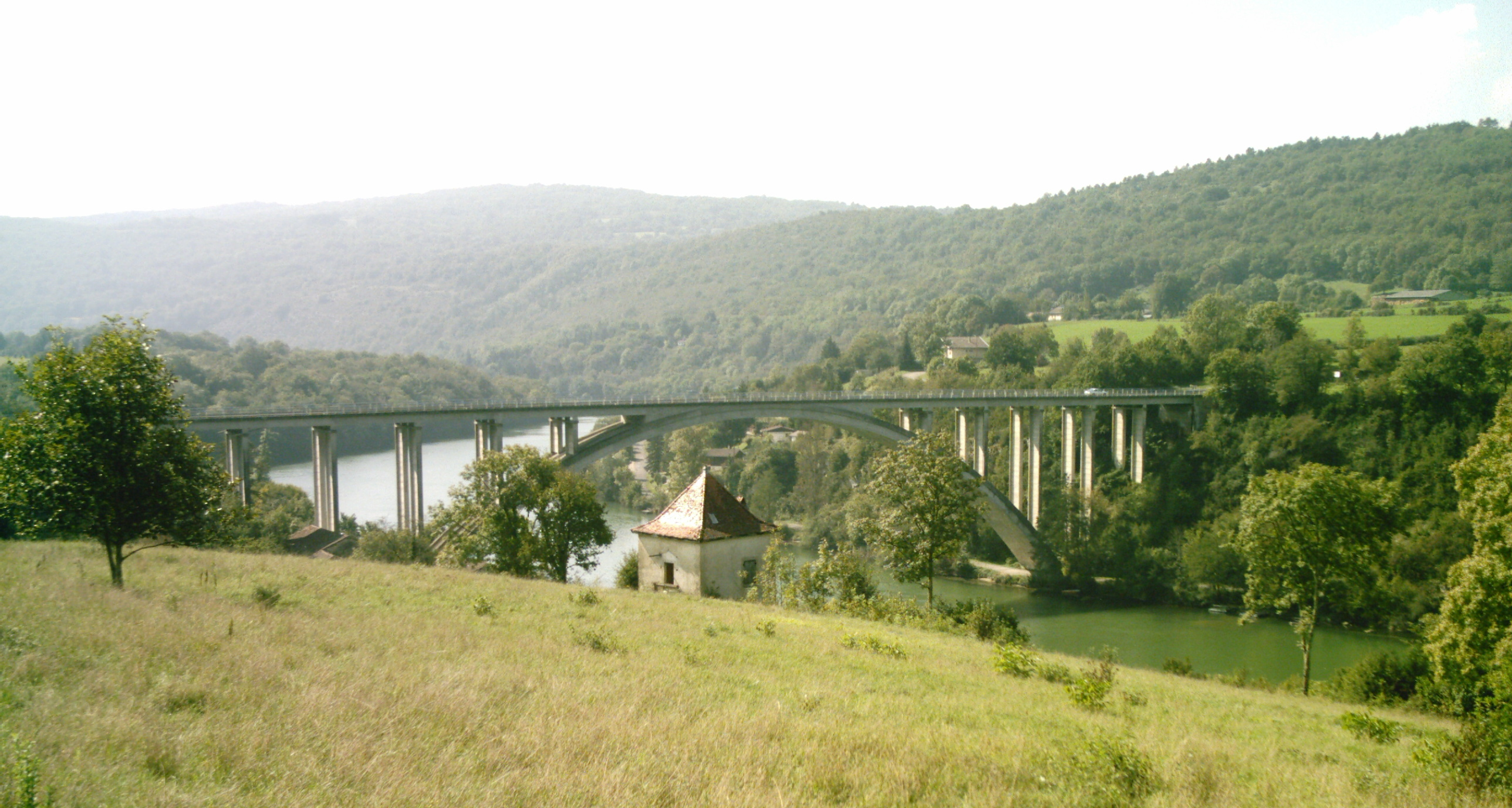
Le pont de Serrières-sur-Ain.

- Beaucoup de moulins à eau ont existé le long de la rivière d'Ain, dans la commune. Malheureusement, ils ont aujourd'hui tous disparu à la suite de la mise en eau du barrage d'Allement.

#### Monuments religieux

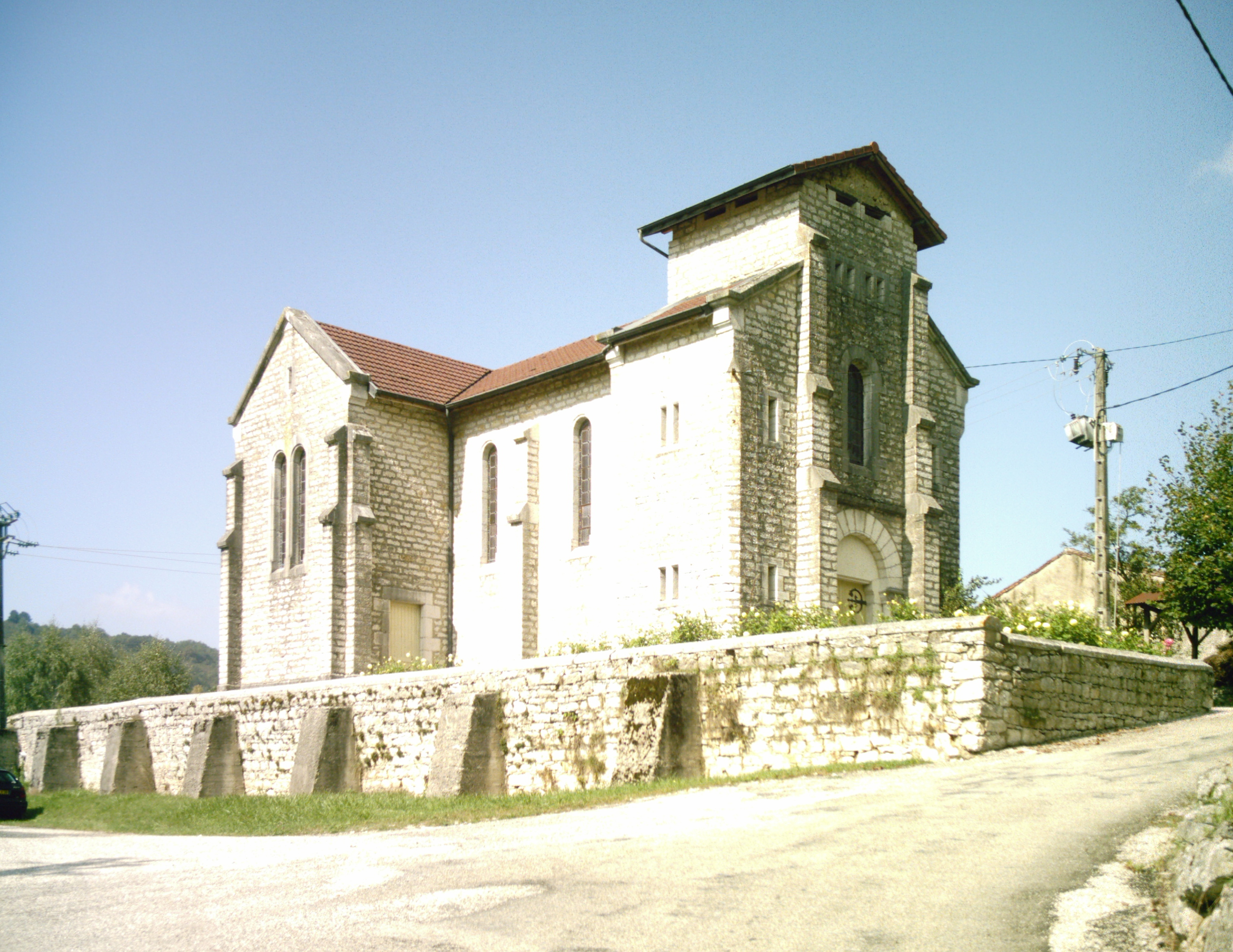
L'église

L'église Saint-Maurice de Serrières-sur-Ain se situe au cœur du village. Elle a été construite entre 1893 et 1897 en remplacement d'une vieille chapelle démolie pour cause de vétusté. L'édifice de style architectural néoroman est construit en forme de croix latine, et son clocher n'a jamais été terminé à cause de financements trop faibles.